# Max-Born-Straße (München)
Die Max-Born-Straße ist eine Ein- und Ausfallstraße im Stadtbezirk Moosach (Nr. 10) von München. Sie verbindet den sogenannten Äußeren Ring über die Dachauer Straße mit dem Autobahnring München (Bundesautobahn 99, Anschlussstelle München-Ludwigsfeld).

## Verlauf
Die Straße (zugleich Teil der Bundesstraße 304) beginnt im Osten an der Triebstraße, die die Moosacher Straße als Teil der Tangente 5 Nord nach Westen fortsetzt und die Verbindung zur Landshuter Allee herstellt. Sie führt südlich des Rangierbahnhofs München-Nord an diesem entlang durch unbebautes Gebiet die Feldmochinger Straße kreuzend über die Bahnstrecke München–Regensburg zur Dachauer Straße, die hier infolge des Baus des Rangierbahnhofs nach Westen verlegt ist und den Verlauf der Max-Born-Straße fortsetzt.

## Geschichte und Namensgeber
Die Straßenbenennung erfolgte 1991 nach der infolge des Baus des Rangierbahnhofs in den Jahren 1988 bis 1991 erfolgten Neuanlage der Straße. Namensgeber wurde der Physiker (Nobelpreis 1954) Max Born (1882 Breslau – 1970 Göttingen).

## Öffentlicher Verkehr
Bushaltestelle Max-Born-Straße in der Dachauer Straße (Stadtbuslinie 176, Regionalbuslinie 710), Bushaltestelle Ehrenbreitsteiner Straße (Stadtbuslinie 163, nahe dem Ostende der Max-Born-Straße). Auf der Max-Born-Straße verkehren keine öffentlichen Verkehrsmittel.

## Bebauung
Die Max-Born-Straße ist auf ihre ganze Länge unbebaut.